# Čečehov
Čečehov (in ungherese Zuhogó, in tedesco Zizenhau) è un comune della Slovacchia facente parte del distretto di Michalovce, nella regione di Košice.

## Storia
Nei documenti, è citato per la prima volta nel 1410 come feudo di un certo conte Andrea, figlio di Ladislao.